# De Toekomst (strokartonfabriek)

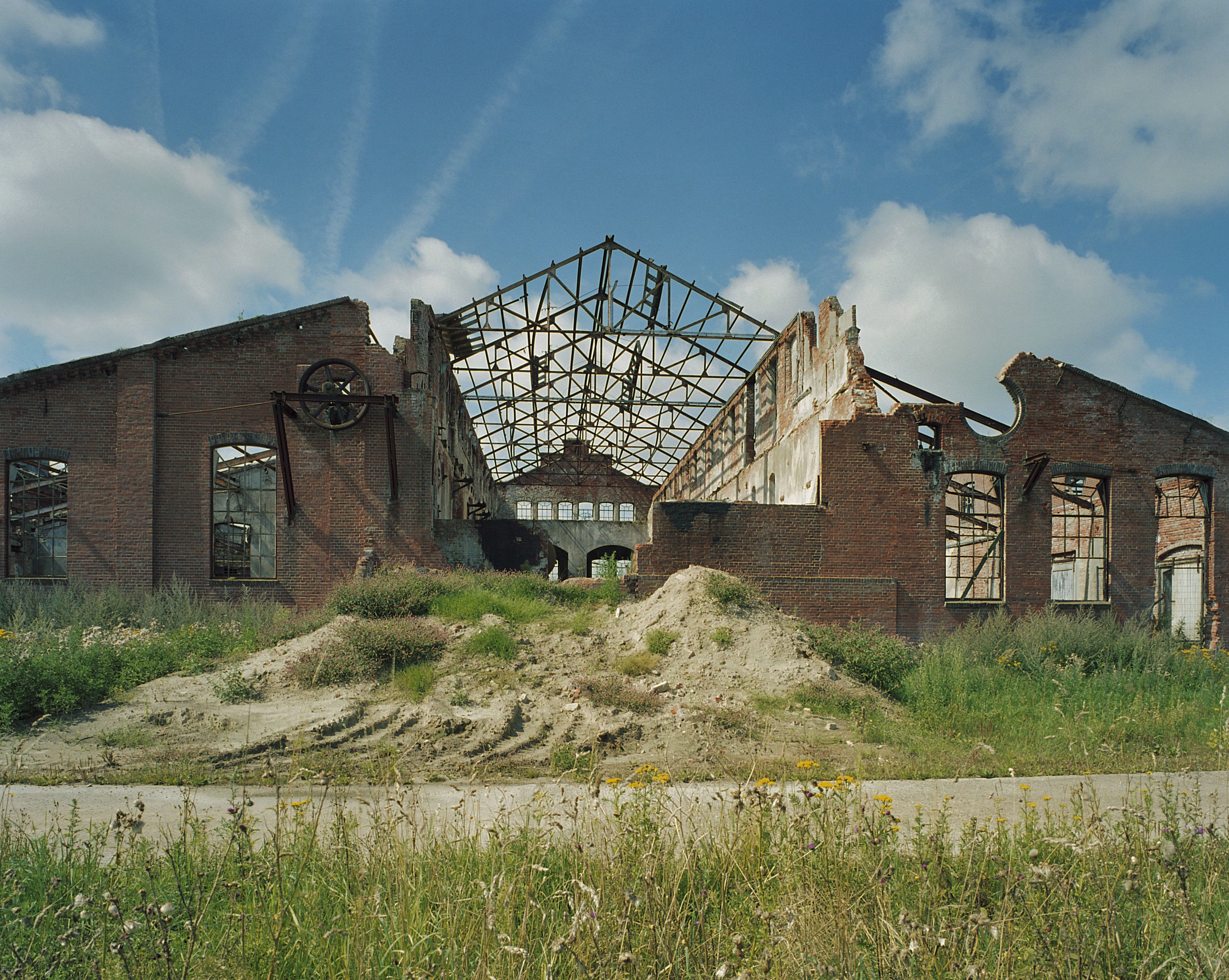
Toestand in 2005

De Toekomst is een voormalige strokartonfabriek bij het Groningse Scheemda. Het complex, en dan met name de hoge schoorsteen, is zichtbaar vanaf de A7.

## Geschiedenis
Het fabriekscomplex werd opgericht door de Stichting Coöperatieve Strokartonfabriek en bestond eigenlijk uit twee afzonderlijke fabrieken: "De Toekomst I", gebouwd in 1900 en "De Toekomst II", gebouwd in 1908, beide van de hand van architect Pieter Geert Cremer uit Nieuwolda. De aandelen van de coöperatie waren in handen van landbouwers uit de omliggende dorpen, die hier hun stro tot strokarton lieten verwerken. Vanwege internationale concurrentie en stijgende personeelslasten kon de fabriek het uiteindelijk niet meer bolwerken. De productie van strokarton werd in 1968 gestaakt.
Het vroeg-industriële complex kwam daarna in handen van handelaar Hendrik Jelle Schoenmaker (1922-2012) uit Haren. Deze gebruikte de ruimte om machines op te knappen en te verhandelen onder de naam "Handy". Schoenmaker deed niets aan het onderhoud van zijn bezittingen, zowel hier als elders, waardoor de fabrieken in snel tempo achteruit gingen. Dit was velen een doorn in het oog, waaronder de gemeente Scheemda, die het markante pand graag wilde redden. Men sprak wel van "de grootste ruïne van Nederland". In 1997 kreeg "De Toekomst II" de status van rijksmonument. Nadat de hoogbejaarde eigenaar nalatig bleef met het opruimen van ernstige asbestvervuiling, deels veroorzaakt door versplinterde dakplaten, nam de gemeente Scheemda in 2003 de sanering van het terrein zelf ter hand. Schoenmaker verkocht het zwaar vervuilde terrein intussen aan Milau BV te Appingedam, die het vier jaar later voor één euro overdeed aan aannemersfirma Simon Benus uit Stadskanaal. In 2005 werd "De Toekomst I" geheel gesloopt. De totale kosten van de asbestsanering bedroegen 2,6 miljoen euro, die op de vroegere eigenaren werden verhaald. Schoenmakers nabestaanden betwistten later de rechtsgeldigheid van de verkoop aan Simon Benes die hun alleen maar geld had gekost.
In 2009 begon de firma Simon Benus met de restauratie van de gebouwen van "De Toekomst II". Dit gebeurde in het kader van een leerwerktraject. De eerste fase van de restauratie, waarbij het casco wind- en waterdicht werd gemaakt, kostte zeven miljoen euro. Hiervan werd vier miljoen euro beschikbaar gesteld uit het "Kanjerfonds" voor grote rijksmonumenten. De provincie Groningen en de gemeente Scheemda gaven ieder 300.000 euro; de gemeente Oldambt gaf daarna nog eens 500.000 euro, in ruil voor de toezegging dat hier in samenwerking met cultuurcentrum De Klinker grote manifestaties konden worden gehouden. In 2011 werd het bestemmingsplan "Erfgoedpark De Toekomst" van kracht. De plannen voor het Erfgoedpark werden gedragen door de Stichting Blue Events, die vooral dacht aan het inrichten van een Watereducatiecentrum. Voor voltooiing van de restauratie meende men nog vijf miljoen euro nodig te hebben.
Van een toekomstige functieverandering kwam door de financiële crisis en het faillissement van Simon Benus niets terecht. Daarop begon het gebouw opnieuw te vervallen. Plannen van de Stichting Groninger Landschap voor een 'Toekomstfabriek' ketsten af in 2015. Gemeente en provincie zeiden weinig aan de situatie te kunnen doen.
Op 23 november 2016 werd de fabriek met 23 hectare grond, de overige vervallen gebouwen en enkele bouwkavels geveild. Het complex kwam via een omstreden tussenhandelaar voor 572.000 euro in handen van aannemer Koen Meijer uit Veendam. Concrete plannen voor een nieuwe bestemming zijn er nog niet. Wel wordt er gedacht aan vestiging van een internationaal hippisch centrum. De eigenaar is verplicht de zware bodemverontreiniging op te ruimen.

## Trivia
- In 2006 gebruikte filmmaker Paul Verhoeven het complex om er een deel van zijn film Zwartboek te filmen.
- Voorjaar 2011 werd hier de manifestatie Terug naar de Toekomst gehouden, met een tentoonstelling over de geschiedenis van de strokartonindustrie en een theaterstuk van de Stichting Peerd.
- In februari 2014 werd hier de voorstelling Wonderland opgevoerd.
- Sinds 2018 wordt in de fabriek jaarlijks het festival Grasnapolsky gehouden

## Fotogalerij

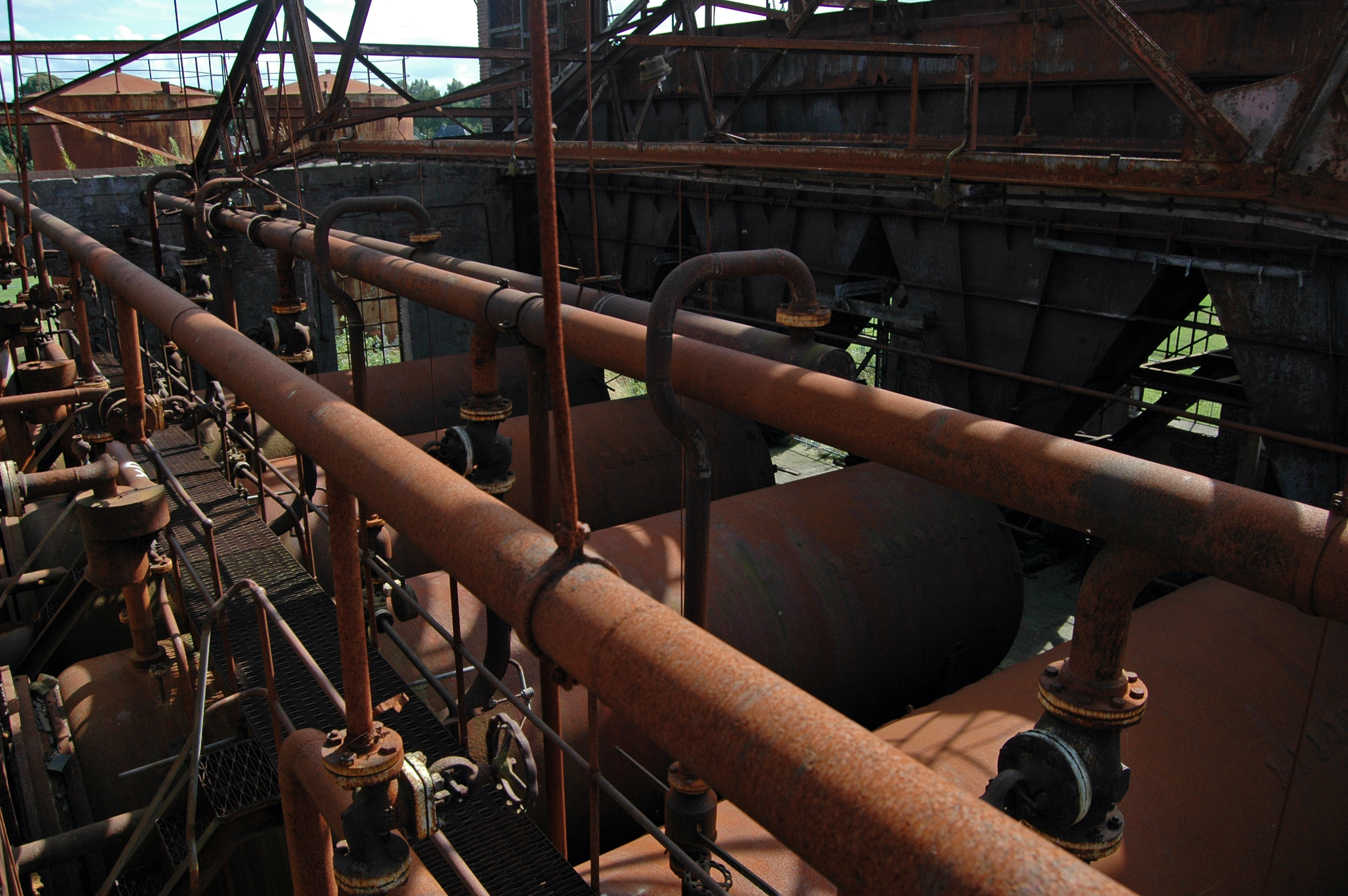
Oude machines in de fabriek
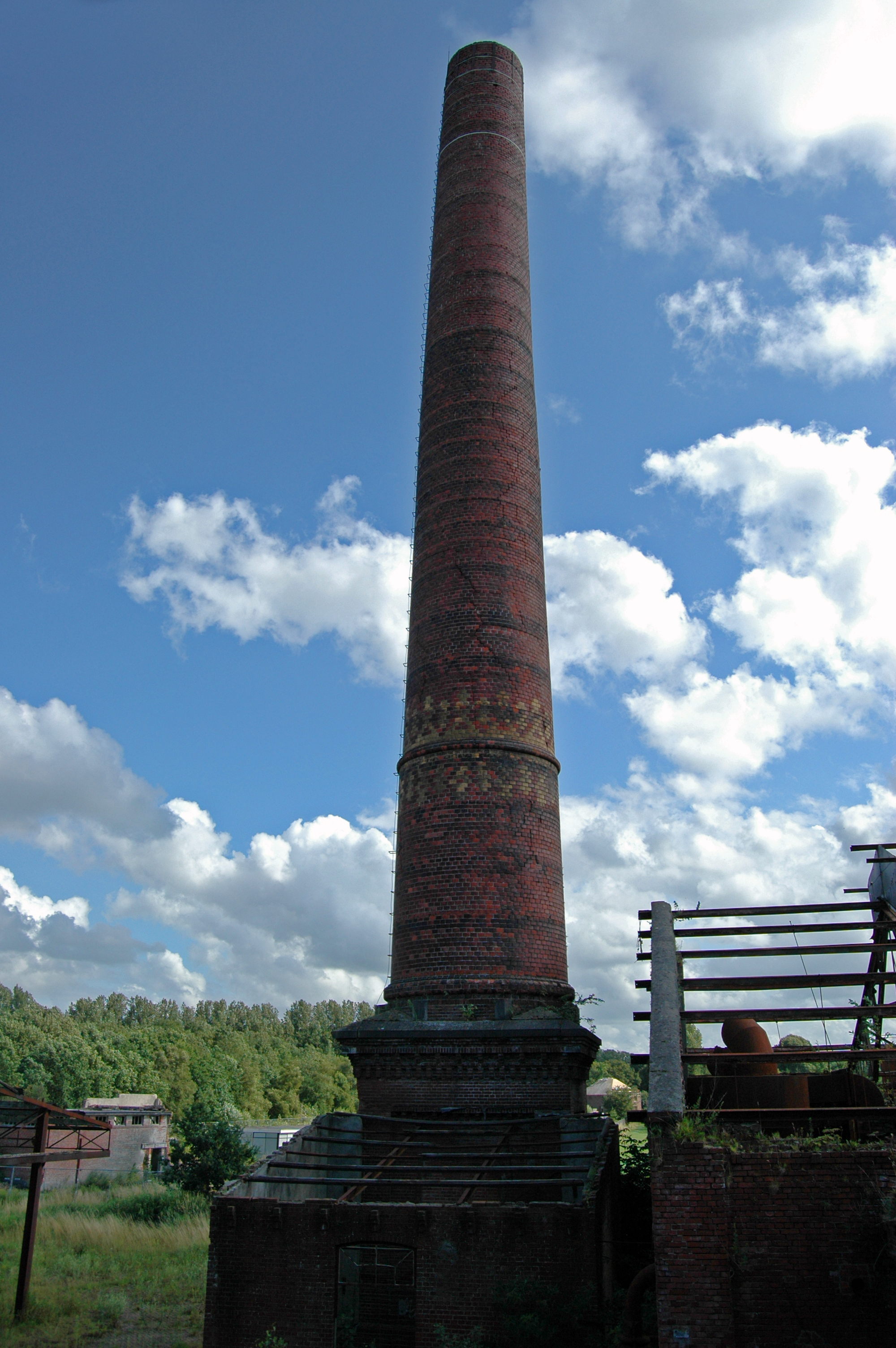
Schoorsteen
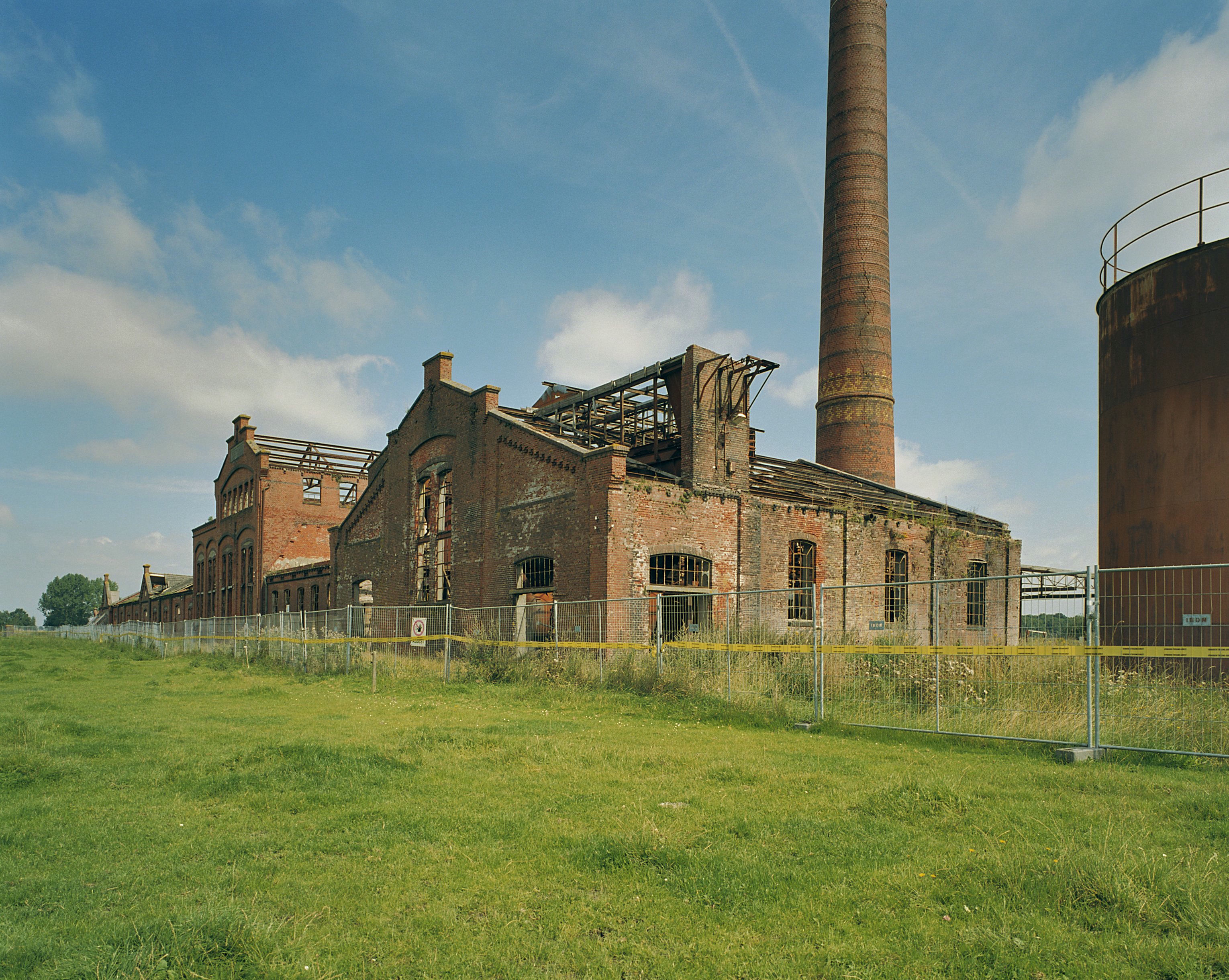
Het gebouw in verval (2005)
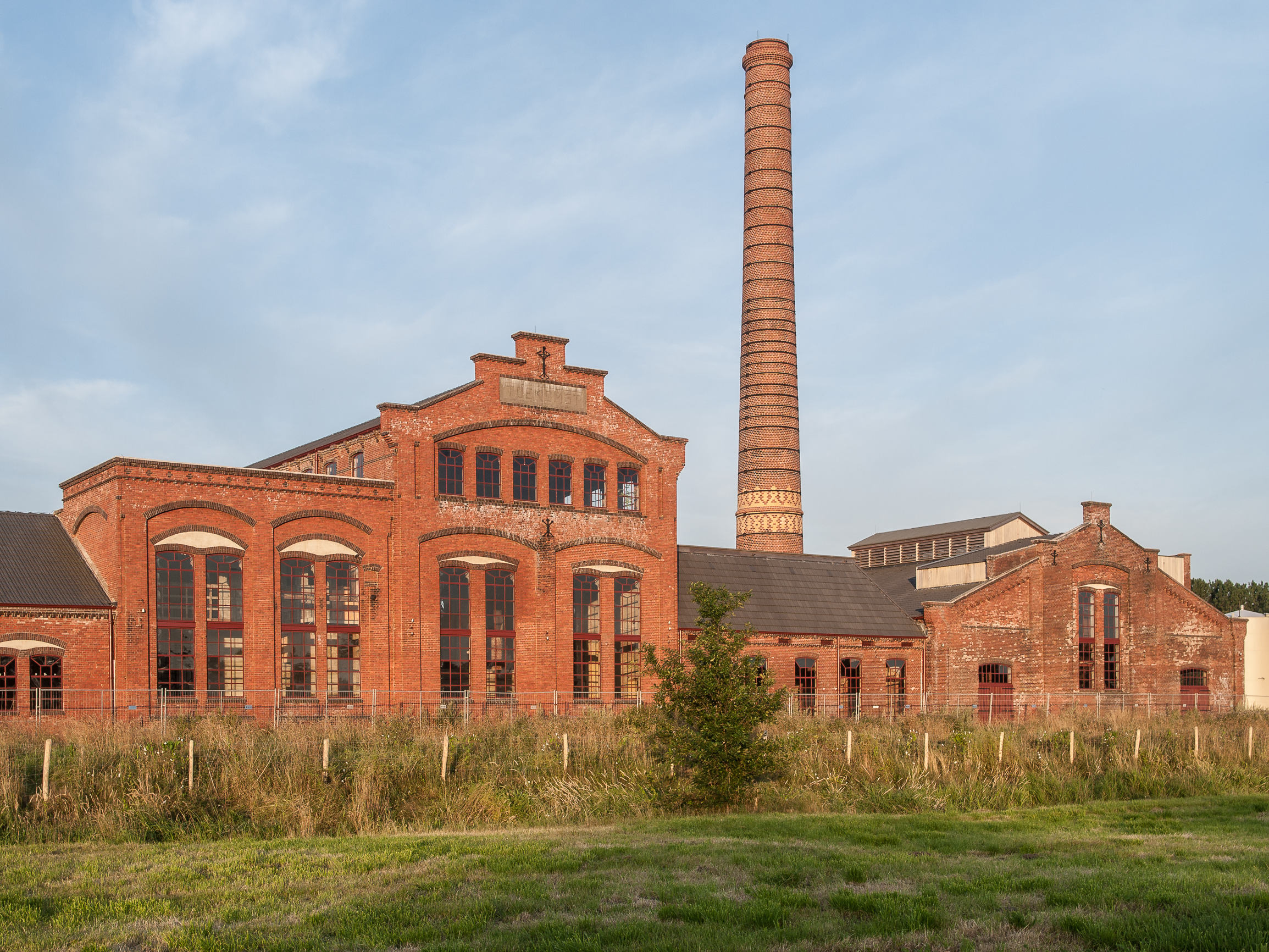
Het gebouw na de restauratie (2013)